# Frère-Joseph (station de ski)
Frère-Joseph  est une station de sports d'hiver des Vosges située sur la commune de Ventron, dans le département des Vosges, canton de Saulxures-sur-Moselotte, unité urbaine de La Bresse et de la communauté de communes de la Haute Moselotte.
Ce domaine skiable du massif des Vosges fut exploité par la société Leduc jusqu'au décès de son dirigeant le 12 mai 2021.
Il est fermé depuis 2020 en raison de l'absence d'inspection des remontées mécaniques.

## Historique
La station doit son nom à Pierre-Joseph Formet, un ermite du XVIIIe siècle.
Emile Leduc, qui avait pratiqué le ski à l'armée, achète la ferme auberge en 1922. Il y organise les premières leçon de ski durant l'hiver 1937-1938. Le premier téléski est installé en 1961.
Les trois sœurs, Thérèse, Anne-Marie et Marguerite Leduc, skieuses de l'équipe de France aux JO de Squaw Valley (É.-U.) en 1960, sont véternates. Thérèse Leduc a donné son nom à une piste de ski bleue du domaine skiable.

## Équipements
Le parc de remontées mécaniques comprend 1 télésiège fixe et 7 téléskis.
Les 3 locations de skis (situées au départ de la station et à l'entrée de Ventron) proposent à ceux qui ne disposent d'aucun équipement des packs complets incluant non seulement le matériel de glisse et le forfait de remontées mécaniques, mais surtout la tenue vestimentaire indispensable : anorak, pantalon et gants.

## Fréquentation
En 2011, Frère-Joseph a accueilli 74 462 journées skieurs; cela en fait la quatrième station la plus populaire du massif. C'est aussi son caractère montagnard authentique et ses pistes variées qui en font une station très appréciée des skieurs locaux.
La pratique du snowboard y est interdite les mercredi, week-end et pendant les vacances scolaires.